# Cornelis Jacob van de Graeff

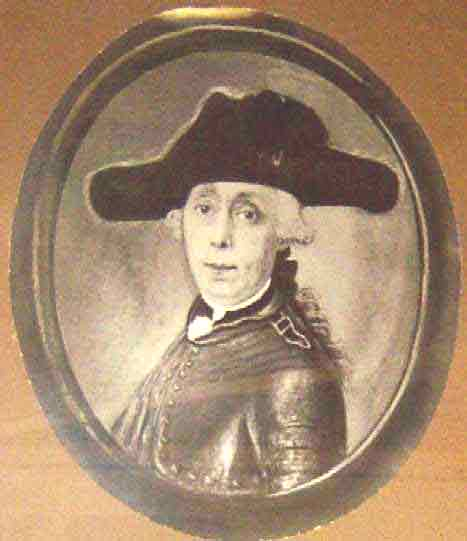
Cornelis Jacob van de Graeff

Cornelis Jacob van de Graeff (* 30. November 1734; † 21. April 1812 in Neuwied), auch Cornelis Jacob van de(r) Graaf(f), ging als Namensgeber des kurzzeitigen Staates Republik Graaff-Reinet in die südafrikanische Geschichte ein.

## Frühe Jahre
Er begann seine Karriere als Kartograph, er fertigte zwischen den Jahren 1755 und 1784 unzählige Landkarten über Städte und Landstriche in den niederländischen Provinzen Holland, Utrecht und Brabant an.
Ebenfalls war Van de Graeff als Militär-Ingenieur tätig; seine Ernennung zum Oberstleutnant erfolgte im Jahr 1778.

## Als Gouverneur und Namensgeber von Graaff-Reinet
In den Jahren von 1784 bis 1791 war Cornelis Jakob van de Graeff niederländischer Gouverneur der Kapprovinz.
Ihm zu Ehren wurde die im Jahre 1786 gegründet Stadt Graaff-Reinet nach ihm und seiner Ehefrau Hester Cornelia Reinet benannt.
Als im Jahre 1795 die burischen Siedler gegen die Herrschaft der Niederländischen Ostindien-Kompanie in ihrem Gebiet rebellierten, benannten sie die daraus resultierende autonome Republik ebenfalls nach ihrem ehemaligen Gouverneur und seiner Ehefrau, diese gilt als die erste Burenrepublik.

## Sohn Sebastiaan Willem van de Graeff
Dieser wurde am 29. September 1767 in Woerden geboren und ergriff gleichfalls den Beruf eines Kartographen.
In den Jahren von 1785 bis 1792 war er ebenfalls wie sein Vater in Südafrika tätig, er diente als Leutnant-Ingenieur in der Kapkolonie.
Verheiratet war Van de Graeff mit Adriana Cornelia van Lynden, ihre gemeinsame Tochter Charlotte Paulina van de Graeff war ebenfalls mit einem aus dem Geschlecht der Van Lynden verheiratet. Ebenfalls nahe verwandt waren die Van de Graeff-Van Lynden mit der Familie des Marquis Dubois de La Saussaye.
Nach seiner Rückkehr in die Niederlande wurde er Bürgermeister von Wageningen, in dieser Stadt verstarb er auch am 29. Dezember 1859.